# Gheorghe Benția
Gheorghe Benția (n. 1 iulie 1897, Pitești, România) a fost un rugbist român (aripa de treisferturi), a participat cu echipa de rugbi la Jocurile Olimpice de vară din 1924 desfășurate la Paris - olimpiadă la care echipa României a obținut medalia de bronz, prima medalie cucerită de România la o olimpiadă.

## Legături externe
- Gheorghe Benția la Comitetul Olimpic și Sportiv Român (arhivat)
- en Gheorghe Benția la Olympedia.org